# Bernardo Bertolucci
Bernardo Bertolucci (Parma, 16 de março de 1941 – Roma, 26 de novembro de 2018) foi um cineasta e roteirista italiano.

## Carreira
Antes de fazer cinema, estudou na Universidade de Roma "La Sapienza" e ganhou fama como poeta. Em 1961 trabalhou como assistente de direção no filme Accattone, de Pier Paolo Pasolini. Em 1962, dirigiu La commare secca, mas obteve reconhecimento com seu segundo filme, Antes da revolução, em que já demonstrava seu estilo político e comprometido com seu tempo. Em 1967, escreveu o roteiro de Era uma vez no oeste, um dos melhores filmes de Sérgio Leone.
Já nos Estados Unidos, dirigiu O Conformista (1970), que chegou a ser indicado para o Oscar de melhor roteiro adaptado. Em 1972, com o seu filme, Último Tango em Paris, Bernardo Bertolucci chegou a concorrer ao Oscar de Melhor Diretor. Depois de fazer 1900, um filme muito ambicioso, Bertolucci partiu para o drama intimista em La Luna.
Poucos cineastas demonstram tanta versatilidade, mantendo sempre sua marca autoral. Em 1987, consagrou-se com O Último Imperador, que recebeu nove Oscars, incluindo os de melhor filme e melhor diretor. Em O céu que nos protege (no Brasil), Um chá no deserto (em Portugal), nova obra-prima, rodado em 1990, em pleno deserto do Sahara, Bertolucci extraiu interpretações fantásticas de Debra Winger e John Malkovich. Seguiram-se O Pequeno Buda e Beleza Roubada.
Seus últimos filmes falam de relacionamentos e sentimentos, são profundamente intimistas como e Beleza roubada e Assédio.
Faleceu aos 77 anos em Roma, devido a um câncer no pulmão.

### Filmografia
- 1962 - La commare secca
- 1962 - Antes da Revolução
- 1965 - La via del petrolio
- 1966 - Il Canale
- 1968 - Partner
- 1969 - Amore e rabbia (segmento "Il Fico Infruttuoso")
- 1970 - A Estratégia da Aranha
- 1971 - O Conformista
- 1973 - Último Tango em Paris
- 1976 - 1900
- 1979 - La Luna
- 1982 - A tragédia de um homem ridículo
- 1987 - O Último Imperador
- 1990 - O Céu Que nos Protege no Brasil, Um Chá no Deserto em Portugal
- 1993 - O Pequeno Buda
- 1996 - Beleza Roubada
- 1998 - L'Assedio
- 1999 - Paradiso e Inferno
- 2003 - Os Sonhadores
- 2012 - Io e te

## Prémios e nomeações
- Recebeu duas nomeações ao Óscar de Melhor Argumento Adaptado, por "Il Conformista" (1970) e "The Last Emperor" (1987). Venceu em 1987.
- Recebeu três nomeações ao Globo de Ouro de Melhor Realizador, por "Last tango in Paris" (1972), "The Last Emperor" (1987) e "The Sheltering Sky" (1990). Venceu em 1987.
- Recebeu duas nomeações ao Óscar de Melhor Diretor, por "Last tango in Paris" (1974) - apesar de o filme ter sido lançado em 1972, foi nomeado dois anos depois - e "The Last Emperor" (1987). Venceu em 1987.
- Ganhou o Globo de Ouro de Melhor Argumento, por "The Last Emperor" (1987).
- Ganhou o BAFTA de Melhor Filme, por "The Last Emperor" (1987).
- Recebeu uma nomeação ao BAFTA de Melhor Realizador, por "The Last Emperor" (1987).
- Ganhou o César de Melhor Filme Estrangeiro, por "The Last Emperor" (1987).
- Ganhou o Prémio Bodil de Melhor Filme Europeu, por "1900" (1976).
- Recebeu uma nomeação ao European Film Awards de Melhor Realizador - Júri Popular, por "The Dreamers" (2003).
- Ganhou o Prémio Especial do Júri, no European Film Awards, por "The Last Emperor" (1987).
- Recebeu uma nomeação ao Grande Prémio Cinema Brasil de Melhor Filme Estrangeiro, por " L'Assedio" (1998).

## Morte
Bertolucci morreu em Roma em 26 de novembro de 2018, aos 77 de idade devido a um câncer no pulmão.